# (500317) 2012 RE24
(500317) 2012 RE24 es un asteroide perteneciente al cinturón de asteroides, descubierto el 19 de septiembre de 2001 por el equipo del Lincoln Near-Earth Asteroid Research desde el Laboratorio Lincoln, Socorro, Nuevo México, Estados Unidos.

## Designación y nombre
Designado provisionalmente como 2012 RE24.

## Características orbitales
2012 RE24 está situado a una distancia media del Sol de 3,103 ua, pudiendo alejarse hasta 3,881 ua y acercarse hasta 2,324 ua. Su excentricidad es 0,251 y la inclinación orbital 16,74 grados. Emplea 1996,61 días en completar una órbita alrededor del Sol.
Los próximos acercamientos a la órbita de Júpiter se producirán el 28 de diciembre de 2064, el 8 de abril de 2075 y el 1 de abril de 2136, entre otros.

## Características físicas
La magnitud absoluta de 2012 RE24 es 16,1.